# Gabriel Marselis
Gabriel Marselis (født 1609 i Hamborg, død 5. april 1673 i Amsterdam) var en dansk købmand og godsejer, bror til Leonhard og Selius Marselis.

## Kontakt til Danmark
Han var søn af Gabriel Marselis (ca. 1575-1643) og Anna l'Hermite (død 1652) og blev født i Hamborg men hørte til en oprindelig antwerpensk slægt, der under de nederlandske religionskampe som reformert var fortrukket til Amsterdam. Men mens faderen, Gabriel Marselis den ældre, var flyttet derfra til Hamborg, hvor han 1628 blev kongen af Danmarks faktor, ledede sønnen Gabriel derimod et stort handelshus i Amsterdam, der fik en ikke ringe betydning for Danmark. 1638 omtales han for første gang som Christian IV's resident og faktor i den nævnte by; da man beskyldte ham for handel med Nederlandenes fjender, spanierne, dækkede han sig med denne stilling. Det følgende år påtænkte han og hans svoger Albert Baltser Berns i Hamborg, der overtog sin svigerfaders forretning der, oprettelsen af et ostindisk kompagni i Glückstadt, som skulle forenes med det i København, og 1642 sluttede de en kontrakt med den danske regering om afhentelsen af en stor mængde af Spanien lovet salt.

## Virksomhed i Norge
Imidlertid havde han kastet sit blik på Norge; 1640 rejste han dertil i den af den danske regering billigede hensigt at bringe bjergværkerne i bedre stand; for sin fader opnåede han også 1641 privilegium på Bærum Jernværk ved Christiania, hvilket gik i arv til ham og hans broder Selius, og de erhvervede tillige senere sammen flere andre bjergværker, dels til ejendom, dels i forpagtning. Men hans største virksomhed blev dog leverancer til Holmen og hoffet samt lån til den danske regering; hans fordringer herfor beløb sig alene i årene 1642-47 til over 380.000 rigsdaler. En ret betydningsfuld hjælp kom han desuden til at yde Danmark under krigen med Sverige 1643-45 dels ved politisk at støtte Danmarks sag, dels ved hidskaffelse af våben, skibe og officerer. Han var nøje knyttet til de 2 magthavere i Danmark og Norge Corfitz Ulfeldt og Hannibal Sehested og stod i pengeforbindelse med dem begge. Muligvis var det også ham, der gav Ulfeldt den første idé til planen om Sundtoldens afløsning; i alt fald bragte han den først frem i en bestemt form i efteråret 1648 over for Amsterdams råd. Men han havde ikke ydet Danmark de forskellige tjenester uden først og fremmest at sørge for sin personlige fordel; sammen med broderen Selius havde han opnået at få både krongods i Norge tilskødet (således Vrem og Åby gårde 1648) og indtægter af Kronen anvist for sine fordringer, og den efter Ulfeldts fald 1651 nedsatte undersøgelseskommission bragte betydelige misligheder ved hans leverancer for dagens lys.

## Godsejer
Ikke desto mindre vedblev den danske regering, der var pekuniært afhængig af ham, at stå i nøje forbindelse med ham. I september 1657 påtog han, broderen Selius og admiralitetsråderne Poul Klingenberg og Henrik Müller sig leverancer til Hæren til beløb af 165.000 rigsdaler mod pant i en del af toldindtægterne, og i juni 1658 fik han for sine fordringer på Kronen Hannibal Sehesteds 1651 afståede gods i Norge. Men stadig steg under krigen med Sverige hans leverancer og lån, og til vederlag herfor fik han i maj 1661 afstået Aarhusgaard (det tidligere Havreballegård, senere Marselisborg) med tilliggende samt i april 1664 Møn tilskødet og i juni samme år Kalundborg Amt udlagt. Tilmed adledes han af Frederik III 7. september 1665. Som godsejer indlagde han sig imidlertid et slet navn, i alt fald på Møn, og flere af de norske bjergværker underkastede han en rovdrift, så at han i 1660'erne enten måtte sælge dem eller standse deres virksomhed.

## Familie
Marselis blev gift 15. juni 1635 med Isabella van der Straaten (1616-1652) og havde otte børn: Isabella, Gabriel, Johan (1641-1702), Frans (1643-1705), Vilhelm (1645-1683, der 1673 optoges i den danske friherrestand under navn af Güldencrone), Constantijn (1647-1699, der også blev friherre), Lodewijk og Jacobus.